# Kuusimaanjärvet (Jukkasjärvi socken, Lappland, 753738-178128)
Kuusimaanjärvet är en sjö i Kiruna kommun i Lappland och ingår i Torneälvens huvudavrinningsområde. Sjön har en area på 0,0717 kvadratkilometer och ligger 323 meter över havet.

## Delavrinningsområde
Kuusimaanjärvet ingår i det delavrinningsområde (753588-178028) som SMHI kallar för Mynnar i Lainioälven. Medelhöjden är 323 meter över havet och ytan är 13,76 kvadratkilometer. Det finns inga avrinningsområden uppströms utan avrinningsområdet är högsta punkten. Vattendraget som avvattnar avrinningsområdet har biflödesordning 3, vilket innebär att vattnet flödar genom totalt 3 vattendrag innan det når havet efter 307 kilometer. Avrinningsområdet består mestadels av skog (77 procent) och sankmarker (19 procent). Avrinningsområdet har 1,5 kvadratkilometer vattenytor vilket ger det en sjöprocent på 2,4 procent.